# ناثان إف. ديكسون الأول
ناثان إف. ديكسون الأول هو محامي وسياسي أمريكي، ولد في 13 ديسمبر 1774 في Plainfield, Connecticut ‏ في الولايات المتحدة، وتوفي في 29 يناير 1842 في واشنطن العاصمة في الولايات المتحدة. نشط حزبياً في حزب اليمين. وقد انتخب عضو مجلس الشيوخ الأمريكي ‏ عن دائرة Rhode Island Class 1 senate seat ‏ وقد انضم خلال فترته النيابية ‏ (4 مارس 1841 – 29 يناير 1842) للكتلة البرلمانية حزب اليمين وانتخب عضو مجلس الشيوخ الأمريكي ‏ عن دائرة Rhode Island Class 1 senate seat ‏ وقد انضم خلال فترته النيابية ‏ (4 مارس 1839 – 4 مارس 1841) للكتلة البرلمانية حزب اليمين وانتخب عضو مجلس الشيوخ الأمريكي ‏.